# Villa del Bosco
Villa del Bosco är en ort och kommun i provinsen Biella i regionen Piemonte i Italien. Kommunen hade 335 invånare (2018).